# Basil Spence
Sir Basil Urwin Spence, OM, OBE, RA (* 13. August 1907 in Bombay; † 19. November 1976) war ein schottischer Architekt, bekannt für die Coventry Cathedral und das Parlamentsgebäude in Wellington.
Sein Vater war Edelmetallprüfer der Königlichen Münze.
Nach Schulbesuch in Indien wurde Basil nach Schottland geschickt, wo er von 1919 bis 1925 das George Watson’s College in Edinburgh absolvierte. Anschließend studierte Spence Architektur am Edinburgh College of Art (ECA). Während eines Praxisjahres in London besuchte er Abendkurse bei Albert Edward Richardson an der Bartlett School of Architecture. Als er 1930 für sein Abschlussjahr an die ECA zurückkehrte, erhielt er dort, obwohl selbst noch Student, einen Lehrauftrag. Er unterrichtete in Edinburgh bis 1939, als er zum Kriegsdienst einberufen wurde.

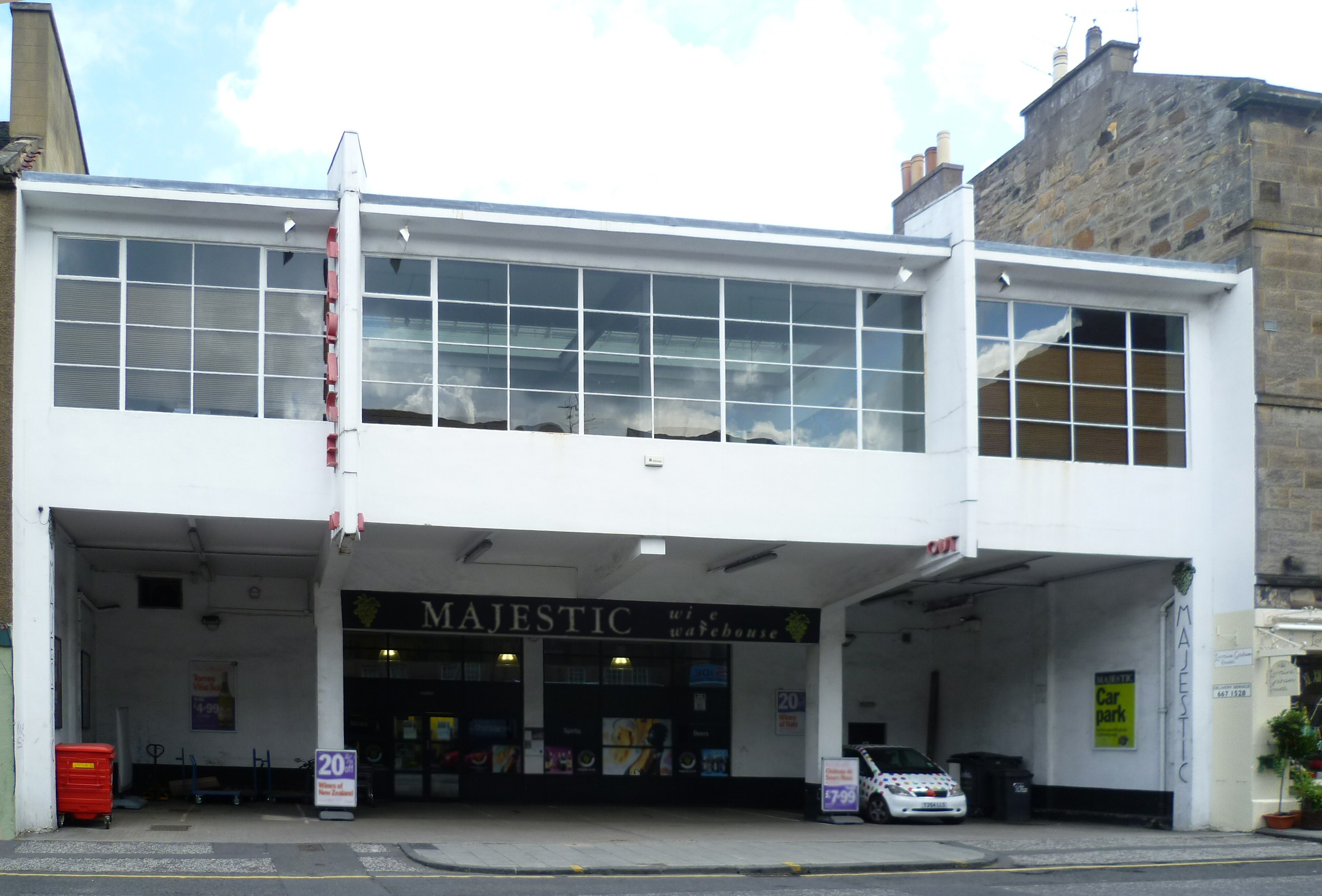
Industriearchitektur im Stil des Art déco: die Southside Garage in Edinburgh, 1933

Nach seinem Abschluss 1931 eröffnete er gemeinsam mit William Kininmonth ein Büro. Bald spezialisierte er sich auf Ausstellungsarchitektur, so für die Empire Exhibition (Glasgow 1938).
Spence nahm 1944 am D-Day teil. Nach Kriegsende eröffnete er mit Bruce Robertson sein eigenes Büro.
Von 1955 bis 1957 lehrte Spence an der University of Leeds. Von 1958 bis 1960 war er Vorsitzender des Royal Institute of British Architects.

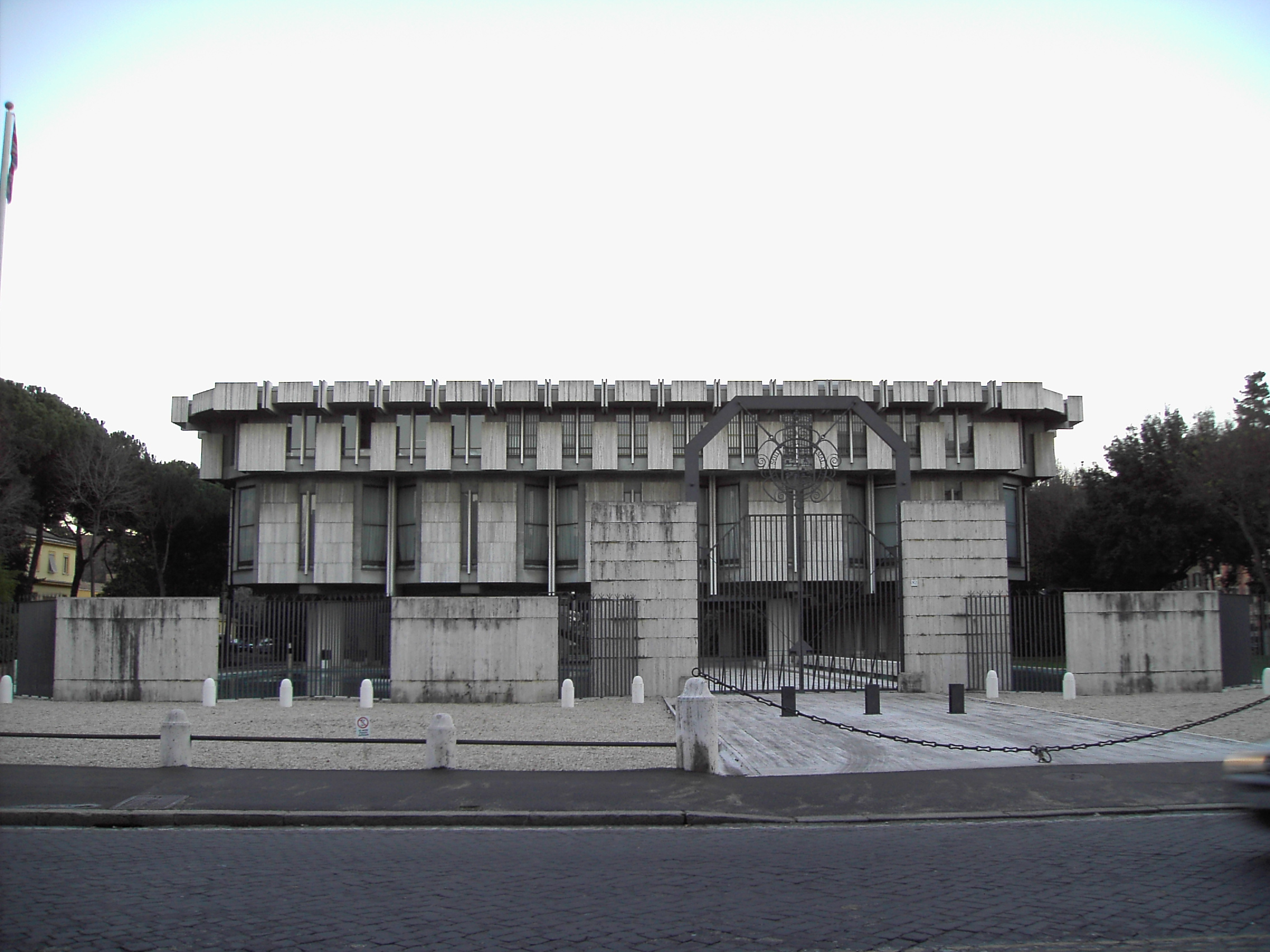
Beton brutal: Die Britische Botschaft in Rom schwebt auf Ständern

1959 erhielt Spence drei bedeutende Aufträge: die Britische Botschaft neben Michelangelos Porta Pia in Rom (vollendet 1971), das Wohnhochhaus der Hyde Park Barracks in London (vollendet 1970) und den Bau mehrerer Wohnhochhäuser im Glasgower Sanierungsgebiet Gorbals (vollendet 1965, abgerissen 1993).